# Austrosticta frater
Austrosticta frater är en trollsländeart som beskrevs av Günther Theischinger 1997. Austrosticta frater ingår i släktet Austrosticta och familjen Isostictidae. Inga underarter finns listade i Catalogue of Life.